# Атмосфера Титана
Атмосфе́ра Тита́на — газовая оболочка вокруг естественного спутника планеты Сатурн Титана. Это небесное тело является единственным естественным спутником в Солнечной системе с атмосферой, которая по массе превосходит атмосферу Земли и близка к ней по химическому составу.
Наличие атмосферы Титана было определено в 1944 году Джерардом Койпером на основании спектральных измерений.

## Основные характеристики
Атмосфера Титана составляет около 400 км в толщину и содержит несколько слоёв углеводородного «смога», из-за чего Титан является единственным спутником в Солнечной системе, поверхность которого невозможно наблюдать в оптическом диапазоне. Также смог является причиной уникального для Солнечной системы антипарникового эффекта, который приводит к снижению температуры поверхности спутника на 9 °C. Вместе с тем, благодаря массивной атмосфере со значительным количеством углеводородов, Титан обладает значительным парниковым эффектом, который среди планет Солнечной системы с твёрдой поверхностью наблюдается только у Венеры — влияние парникового эффекта приводит к увеличению температуры поверхности на 20 °C, а суточные и сезонные изменения температуры не превосходят 2 °C. Выравнивание погодных условий в разных областях спутника происходит в основном за счет атмосферного теплового переноса, приповерхностная температура составляет около −179 °C (94 К).
Так как сила тяжести на Титане составляет примерно одну седьмую часть от земной, то для создания давления 1,5 атм масса атмосферы Титана должна быть на порядок больше земной. По причине низкой температуры около поверхности спутника, плотность атмосферы Титана в четыре раза превосходит земную.

## Структура

Схематический разрез атмосферы Титана

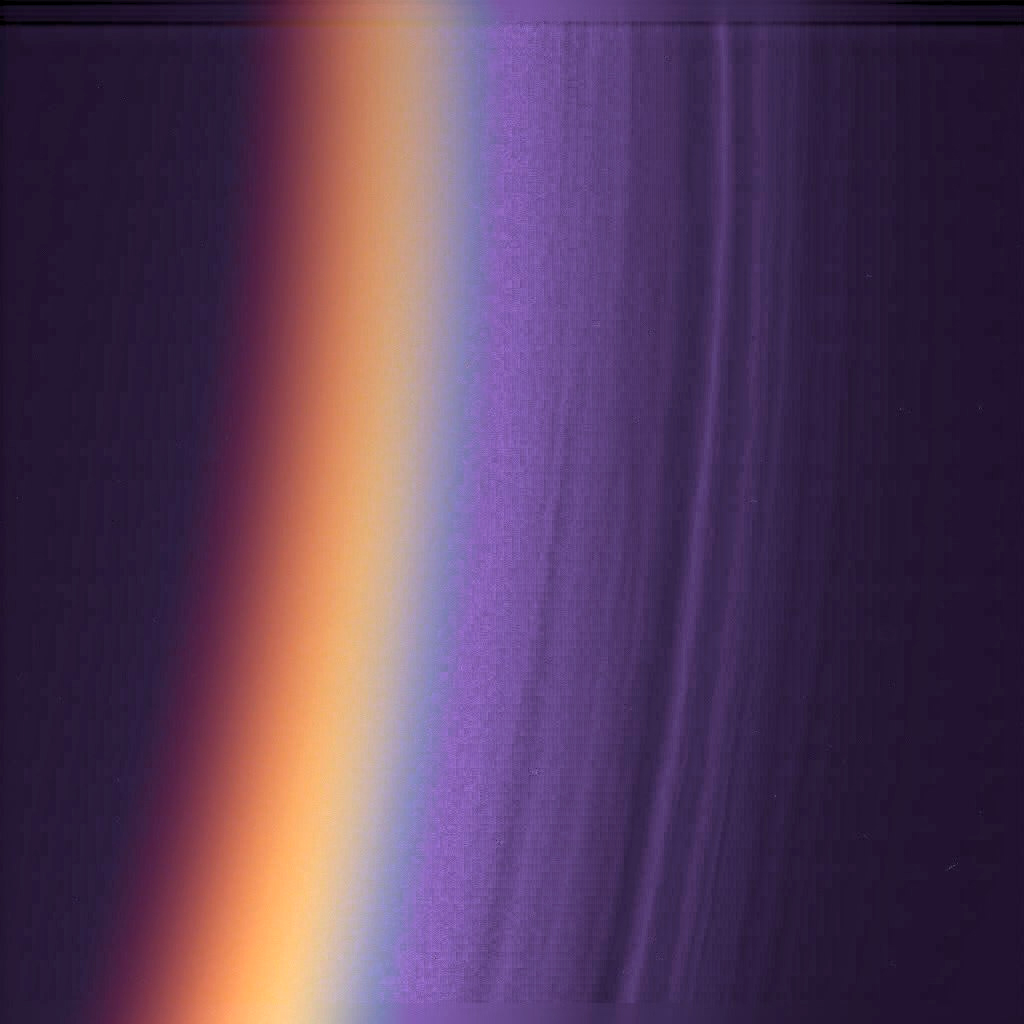
Слои в верхней части атмосферы Титана (снимок «Кассини»)

Нижние слои атмосферы Титана, как и на Земле, делятся на тропосферу и стратосферу. В тропосфере температура с высотой падает — с 94 К на поверхности до 70 К на высоте 35 км (на Земле тропосфера заканчивается на высоте 10—12 км). До высоты 50 км простирается обширная тропопауза, где температура остается практически постоянной. А затем температура начинает расти. Такие инверсии температуры препятствуют развитию вертикальных движений воздуха. Они обычно возникают из-за совместного действия двух факторов — подогрева воздуха снизу от поверхности и подогрева сверху благодаря поглощению солнечного излучения. В земной атмосфере инверсия температуры наблюдается на высотах около 50 км (стратопауза) и 80—90 км (мезопауза). На Титане температура уверенно растет по крайней мере до 150 км. Однако на высотах более 500 км «Гюйгенс» неожиданно обнаружил целую серию температурных инверсий, каждая из которых определяет отдельный слой атмосферы. Их происхождение пока остается неясным.
По данным «Кассини», нижняя часть атмосферы Титана, как и атмосфера Венеры, обращается существенно быстрее поверхности, представляя собой единый мощный постоянно действующий ураган. Однако согласно измерениям посадочного аппарата, на поверхности Титана ветер был очень слабым (0,3 м/с), на небольших высотах направление ветра менялось.
На высотах более 10 км в атмосфере Титана постоянно дуют ветры. Их направление совпадает с направлением вращения спутника, а скорость растет с высотой с нескольких метров в секунду на высоте 10—30 км до 30 м/с на высоте 50—60 км. На высотах более 120 км имеет место сильная турбулентность атмосферы — её признаки были замечены ещё в 1980—1981 годах, когда через систему Сатурна пролетали космические аппараты «Вояджер». Однако неожиданностью стало то, что на высоте около 80 км в атмосфере Титана зарегистрирован штиль — сюда не проникают ни ветры, дующие ниже 60 км, ни турбулентные движения, наблюдаемые вдвое выше. Причины такого странного замирания движений пока не удаётся объяснить.
Титан получает слишком мало солнечной энергии для того, чтобы обеспечить динамику атмосферных процессов. Скорее всего, энергию для перемещения атмосферных масс обеспечивают мощные приливные воздействия Сатурна, в 400 раз превышающие по силе обусловленные Луной приливы на Земле. В пользу предположения о приливном характере ветров говорит широтное расположение гряд дюн, широко распространённых на Титане (согласно радарным исследованиям).
Атмосфера в целом на 98,6 % состоит из азота, а в приповерхностном слое его содержание уменьшается до 95 %. Таким образом, Титан и Земля — единственные тела в Солнечной системе, обладающие плотной атмосферой с преимущественным содержанием азота (разреженными азотными атмосферами, кроме того, обладают Тритон и Плутон). На метан приходится 1,6 % от атмосферы в целом и 5 % в приповерхностном слое; имеются также следы этана, диацетилена, метилацетилена, цианоацетилена, ацетилена, пропана, углекислого газа, угарного газа, циана, гелия. Углеводороды придают атмосфере оранжевый цвет (в частности, таков цвет неба, если смотреть с поверхности). В 2014 году учёными было установлено, что оранжевый цвет атмосфере Титана придаёт смесь углеводородов и нитрилов. Одним из источников метана может быть вулканическая активность.
В верхних слоях атмосферы под воздействием ультрафиолетового солнечного излучения метан и азот образуют сложные углеводородные соединения. Некоторые из них, по данным масс-спектрометра Кассини, содержат не менее 7 атомов углерода. Кроме того, Титан не имеет магнитосферы и, временами выходя за пределы магнитосферы Сатурна, подвергает верхние слои своей атмосферы воздействию солнечного ветра.
Толстая атмосфера не пропускает большую часть солнечного света. Посадочный модуль Гюйгенс не смог зарегистрировать прямых солнечных лучей во время снижения в атмосфере. Ранее предполагалось, что атмосфера ниже 60 км практически прозрачна, однако жёлтая дымка присутствует на всех высотах. Плотность дымки позволила снимать поверхность, когда аппарат опустился ниже 40 км, но дневное освещение на Титане напоминает земные сумерки. Сатурн также, вероятно, не может быть виден с поверхности Титана.
Одной из неожиданностей стало существование на Титане нижнего слоя ионосферы, лежащего между 40 и 140 км (максимум электропроводности на высоте 60 км).

## Облачность и метановые осадки

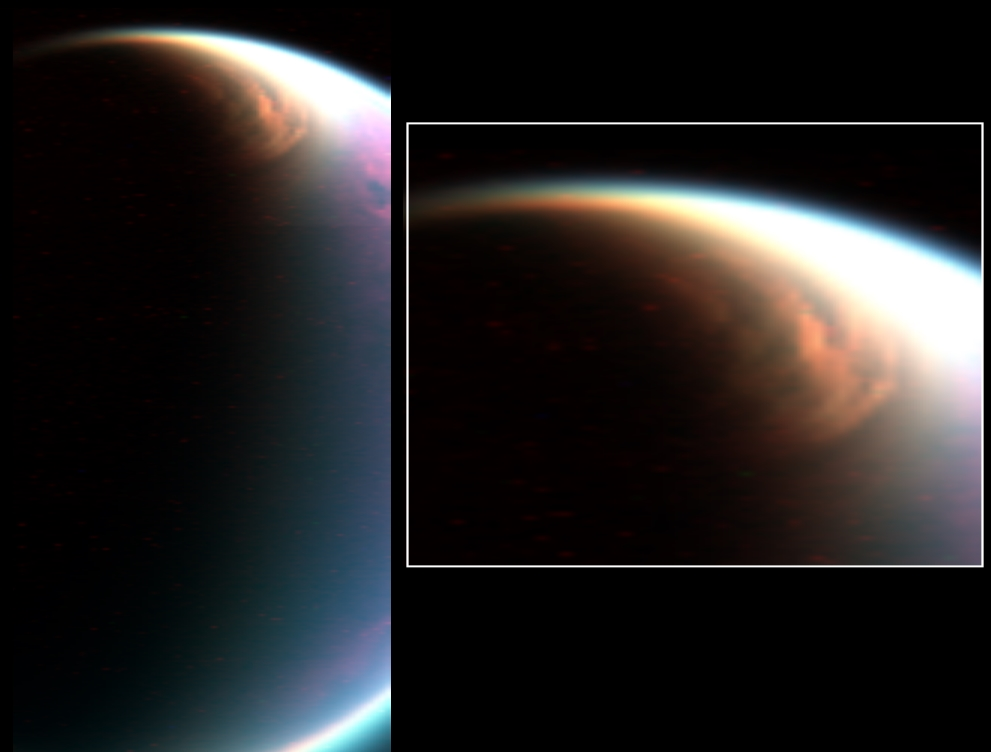
Атмосферный вихрь над северным полюсом. «Кассини», 2006 год.

Около поверхности температура составляет около 94 К (−179 °C). При этой температуре водяной лед не может испаряться и ведёт себя подобно твёрдой каменной породе, а атмосфера является очень сухой. Однако такая температура близка к тройной точке метана.
Метан конденсируется в облака на высоте нескольких десятков километров. Согласно данным, полученным «Гюйгенсом», относительная влажность метана повышается с 45 % у поверхности до 100 % на высоте 8 км (при этом общее количество метана, наоборот, уменьшается). На высоте 8—16 км простирается очень разреженный слой облаков, состоящих из смеси жидкого метана с азотом, покрывающий половину поверхности спутника. Слабая изморось постоянно выпадает из этих облаков на поверхность, компенсируемая испарением (аналог гидрологического цикла на Земле). Выше 16 км, отделенный промежутком, лежит разреженный слой облаков из кристалликов метанового льда.
Существует и другой тип облачности, обнаруженный ещё в 1990-е годы на снимках телескопа «Хаббл». Фотографии, сделанные с борта Кассини, а также с наземных обсерваторий, показали наличие облаков у южного полюса Титана. Это мощные метановые дождевые облака, хорошо заметные на фоне поверхности, быстро перемещающиеся и меняющие форму под действием ветра. Обычно они покрывают относительно небольшую площадь (менее 1 % диска), и рассеиваются за время порядка земных суток. Вызванные ими ливни должны быть очень интенсивными и сопровождаться ветром ураганной силы. Дождевые капли, по расчетам, достигают диаметра 1 см. Однако несмотря на то, что за несколько часов может выпасть до 25 см метана, общий уровень осадков составляет в среднем за земной год несколько см, что соответствует климату самых засушливых земных пустынь.
В сентябре 1995 года в районе экватора и в октябре 2004 года у южного полюса наблюдались огромные облака площадью до 10 % диска. Время их появления соответствует периоду максимальной инсоляции в указанных регионах, приводящей к появлению восходящих потоков в атмосфере. В 2004 году начали появляться вытянутые ветрами в широтном направлении облака в районе 40° южной широты, где с приближением осени также возникают восходящие потоки.
Спектр облаков, вопреки ожиданиям, отличается от спектра метана. Это может объясняться примесью других веществ (прежде всего, этана), а также перенасыщенностью верхних слоев тропосферы метаном, приводящей к образованию очень крупных капель.
Также в атмосфере были зарегистрированы высотные перистые облака.

## Сравнение с земной атмосферой
Наличие в атмосфере Титана большого количества азота (~95 %) и углеводородов (~4 %) должно было быть характерно для ранней атмосферы Земли до того, как её химический состав был изменен воздействием солнечного излучения и до её насыщения кислородом представителями флоры в процессе фотосинтеза. Отсутствие в атмосфере Титана диоксида углерода обусловлено низкой температурой поверхности, равной −179 °C, при которой этот газ находится в твердом кристаллическом состоянии на поверхности.

## Современные представления о происхождении и эволюции
Существование атмосферы Титана оставалось загадкой на протяжении продолжительного времени, потому как близкие по своим параметрам естественные спутники планеты Юпитер Ганимед и Каллисто практически её лишены. Представления о путях формирования и эволюции атмосферы Титана появилось лишь в последние 20—30 лет после исследований с помощью АМС «Пионер-11», «Вояджер-1», «Вояджер-2» и «Кассини», а также с помощью орбитальных обсерваторий и наземных телескопов, снабженных адаптивной оптикой.

### Особенности физических условий
Так как орбита Сатурна располагается значительно дальше от Солнца по сравнению с Землёй, получаемое количество солнечного излучения и интенсивность солнечного ветра недостаточно велики для того, чтобы химические элементы и соединения, которые остаются газообразными в условиях планет земной группы, в условиях поверхности Титана имели тенденцию принимать агрегатную форму жидкости или переходить в твёрдое состояние. Более низкие температуры газа также способствуют его сохранению вокруг небесных тел даже с небольшой гравитацией, что объясняется ме́ньшей скоростью движения молекул. Температура поверхности Титана также достаточно низка — 90 К. Таким образом, массовая доля веществ, которые могут стать составляющими атмосферы, на Титане значительно выше по сравнению с Землей. На самом деле современные исследования указывают на то, что только 70 % общей массы этого спутника составляют силикатные породы, остальные составляющие представлены различными видами водного льда и гидратами аммиака. Аммиак, который считается источником азотной атмосферы Титана, может составлять до 8 % общей массы гидрата аммиака. Согласно современным моделям, внутреннее строение спутника скорее всего стратифицировано и включает в себя подповерхностный океан с раствором гидроксида аммония (см. нашатырный спирт), который сверху ограничен поверхностным слоем кристаллического водяного льда вида лёд Ic. Поверхностный слой также включает в себя большое количество свободного аммиака. Активность скрытого жидкого слоя криомантии проявляется в виде криовулканизма.

### Оценки скорости потери атмосферы и его механизма
В основном потеря атмосферы обусловлена низким уровнем гравитации спутника, а также в силу влияния солнечного ветра и фотолиза ионизирующим излучением. Современные оценки потерь атмосферы Титана по сравнению с её первоначальными характеристиками производятся на основании анализа соотношения изотопов азота 14N/15N. В результате гидродинамической диссипации более лёгкий изотоп азота 14N должен теряться быстрее под воздействием нагрева и ионизации излучением. Так как соотношение 14N/15N на стадии образования Титана из протопланетного облака известно недостаточно хорошо, современные исследования дают 1,5—100 кратное уменьшение массы атмосферного N2 по сравнению с первоначальным. При этом несомненно только, что с начала существования атмосферы Титана её масса в результате потерь в космос уменьшилась не менее чем в 1,5 раза. Так как азот составляет 98 % всей современной атмосферы Титана, анализ соотношения изотопов указывает на то, что бо́льшая часть его атмосферы была потеряна за время существования этого спутника.
С другой стороны, атмосферное давление на поверхности спутника сейчас остается большим, составляя 1,5 атм, а геологический состав Титана предполагает значительные запасы для восполнения потерь газа. Отдельные исследования указывают, что все основные потери атмосферы могли произойти в первые 50 млн лет после начала термоядерных реакций на Солнце, а более поздние изменения параметров атмосферы были незначительны.

### Сравнение Титана с Ганимедом и Каллисто
Естественные спутники планеты Юпитер Ганимед и Каллисто по размерам близки к Титану и считается, что их внутреннее строение должно быть также схожим в силу приблизительно одинаковой средней плотности этих спутников. Тем не менее спутники Юпитера не обладают какой-либо значительной газовой оболочкой. Существующие объяснения этого факта основываются на разном положении этих объектов в Солнечной системе и на различиях в основных характеристиках их центральных планет.
Существует два объяснения появления азота в первоначальной атмосфере Титана: первое объяснение основывается на предположении о постепенном выделении аммиака с последующим его фотолизом; второе предполагает отсутствие роли процесса фотолиза и поступление химически свободного азота, связанного в клатратах, из аккреционного диска. Как показал анализ измерений спускаемого аппарата «Гюйгенс», последний путь образования протоатмосферы не мог играть решающей роли по причине малого количества аргона, который был представлен в протопланетном облаке, но не был обнаружен в том же процентном отношении в современной атмосфере Титана. Недостаточная концентрация 36Ar и 38Ar также указывает на то, что температура протопланетного облака в области образования прото-Сатурна была выше температуры ~40 К, необходимой для связывания аргона в клатратах. На самом деле эта область могла быть даже теплее 75 К, что ограничивало химическое связывание аммиака в гидратах. Температура в области образования прото-Юпитера должна была быть ещё выше по причине в два раза более близкого к Солнцу расстояния и бо́льшей массы формирующейся планеты, что серьёзно сокращало количество поступающего аммиака из аккреционного диска к Ганимеду и Каллисто. Их азотная протоатмосфера была слишком тонкой и не имела достаточных геологических резервов для компенсирования потерь азота.
Альтернативное объяснение состоит в том, что столкновения с кометами Каллисто и Ганимеда приводят к выделению бо́льшего количества энергии по причине более сильного гравитационного поля Юпитера по сравнению с Сатурном. Эти соударения могли приводить к значительным потерям массы протоатмосфер крупных спутников Юпитера, а в случае Титана, наоборот, восполнять её новым запасом летучих веществ. Однако, в атмосфере Титана соотношение изотопов водорода 2H/1H составляет (2,3 ± 0,5)⋅10−4, что приблизительно в 1,5 раза меньше значения, характерного для комет. Это различие предполагает, что соударения с кометами не могли быть основным поставщиком материала при формировании протоатмосферы Титана.

### Магнитосфера и атмосфера
У Титана не было обнаружено собственного магнитного поля. Его расстояние от центральной планеты составляет 20,3 радиусов Сатурна. Это означает, что Титан в ходе своего движения по орбите время от времени находится в пределах магнитосферы планеты Сатурн. Период обращения Сатурна вокруг своей оси составляет 10,7 часов, а период обращения Титана вокруг центральной планеты — 15,95 дня. Поэтому любая заряженная частица в магнитном поле Сатурна обладает относительной скоростью порядка 100 км/с при столкновении с Титаном. Таким образом, наряду с защитой от солнечного ветра, магнитосфера Сатурна может быть причиной дополнительных потерь атмосферы.